# Stevns Klint
Stevns Klint er en 17 km lang og op til 41 m høj klint, der afgrænser Stevns mod øst. Den blev optaget på UNESCOs verdensarvsliste i 2014. På Stevns Klint markerer et lag af fiskeler tydeligst i hele verden som et gyldent søm en af de største naturkatastrofer og masseudryddelser i Jordens historie. Fiskeleret indeholder unormalt meget iridium.
Klinten består øverst af bryozokalk (limsten), der fra middelalderen blev brugt til bygningssten. Biskop Absalon hentede bygningsten ved klinten til bygningen af sin borg i København. Brydningen ophørte i 1940'erne.
12. oktober 2022 åbnede Dronning Margrethe II det nye oplevelsescenter for Stevns Klint: Stevns Klint Experience.

## Fiskeleret
Midt på klinten er et 5-20 cm lag af fiskeler, der er 65,5 millioner år gammelt og skiller to tidsaldre. Laget markerer som et gyldent søm grænsen mellem Kridttiden og Palæogen. Dog blev grænsen først defineret i Ouef Djerfane, Tunesien og det gyldne søm befinder sig i Tunesien, ikke ved Stevns. Fiskeleret er et askelag, der markerer det tidspunkt, hvor en meteor slog ned i
Chicxulub på den anden side af Jorden i Mexico og spredte død og ødelæggelse over hele verden.
Dette meteornedslag menes at være årsag til masseudryddelsen, der bl.a. udslettede dinosaurerne. Som bevis for meteornedslaget har laget af fiskeler et højt indhold af det sjældne metal iridium, der forekommer i meteoritter. Tilsvarende iridiumholdige lag, der kan dateres til samme tidspunkt, forekommer på lokaliteter spredt over hele Jorden, jf. K/Pg-grænsen, men intet andet sted på Jorden er det synligt over så lang en strækning.

## Klintens anvendelse før og nu
For ca. 14.000 år siden efter sidste istid, var flint vigtigt for at overleve i den hårde natur. Det var let at få fat i langs kysterne ved det østlige Danmark, samt Skåne, hvor kalklagene ligger lige under istidsaflejringerne. Flint blev Danmarks første og største eksportsucces.
Da flint ikke er naturlige forekomster i Norge og Sverige, afhang menneskers fremtrængen i Skandinavien af leverancer sydfra.
Efter stenalderen gik flinthåndværket lidt i glemmebogen, men i begyndelse af det 17. århundrede blev det igen et militærstrategisk råstof. I en periode på 200 år blev det anvendt til at tænde krudt – det såkaldte bøsseflint. I Danmark foregik hugningen af bøsseflint især på Stevns.
Flint har været anvendt til at slå ild helt frem til 1830'erne, hvor svovlstikkerne blev opfundet. I middelalderen blev kalk udvundet, fordi mørtel blev et efterspurgt råstof. På Stevns blev kalken skåret direkte ud af klinten og brugt til byggeri.
På Stevns har man udvundet kridt fra Holtug Kridtbrud helt frem til 1972. Kridtbruddet er i dag en turistattraktion med sin specielle natur af planter og dyr. Kridtbruddet ved Mandehoved er stadig arbejdsplads for mange mennesker. Stevns Kridtbrud ejes i dag af Omaya A/S.
Det meste kridt bruges i dag til papirfyldstof.

## Historie og opbygning
I klinten ses fiskeleret ligesom et gyldent søm, der markerer tidspunktet for 65,5 millioner år siden, hvor de store dinosaurer uddøde. Der er strenge regler for hvornår et gyldent søm sættes, nemlig ved at 60% af anerkendte kommissioner fra ICS (International Commission of Stratigraphy) anerkender lagende som defineret og erklærer grænsen for identificeret. Dette skete først i det nordlige Tunesien ved Atlas-bjergene for denne grænse, og derfor er et gyldent søm ikke placeret ved Stevns Klint, selvom grænsen strækker sig længere synligt ved Stevns Klint end andre steder på verdenen. 
Kystklinten ved Stevns består under fiskeleret af kridtaflejringer fra den yngste del af kridttiden (Maastrichtien) og over fiskeleret af aflejringer fra Danien, den ældste del af Palæogen (tidligere kaldet Tertiær).
Det bedste sted at studere kystklinten er på klinten selv.
I den nederste del af klinten ses det vandretliggende skrivekridt, der er dannet af let hærdet kalkslam og er opbygget af mikroskopiske kalkplader (kokkolitter). Når algerne døde, faldt de ned på havbunden, hvor de blev aflejret som kalkslam. Udover kokkolitter, indeholder skrivekridtet rester af dyr, bl.a. kiselsvampe og muslinger.
I den nederste del af skrivekridtet findes kun spredte flinteknolde, mens der i det øverste ses et tykt flintlag, kaldt knoldeflintlaget. Der ses et svagt gult lag lige over kridtlaget, fordi det er hærdet. Oven over det hærdede kridt ses et lag med gråt, som kaldes for gråkridt. Denne farve skyldes et stigende indhold af bryozoer.
Ved afslutningen af kridttiden faldt havniveauet, og herved uddøde ammonitterne og belemnitterne samt øgler, som levede i havet.
Over gråkridtlaget er et lag med cerithiumkalk. Navnet skyldes cerithiumsneglen, som hyppigt er i kalken. Bryozokalken er aflejret over dette lag og er dannet, da havniveauet igen steg. Bryozokalken indeholder brudstykker af de tidligere nævnte bryozoer.
Mellem skrivekridtet og gråkridtet ses også et flintlag, ofte med aftryk af kiselsvampe.
I slutningen af Tertiærtiden pressedes hele lagserien sammen og løftedes op på grund af pladetektoniske processer i Centraleuropa, og 750 meter af kridtaflejringerne forsvandt. Klinten formes stadig af havet, men der er også råstofgravning, som tærer på klinten.
Stevns Klint er udpeget som Nationalt Geologisk Interesseområde.
Mellem Rødvig og Højerup ligger Danmarks eneste klippefort – Stevnsfortet – udhugget i klinten.

## Fredning
Stevns Klint blev forsøgt fredet i 2003, men det blev afvist af Fredningsnævnet for det daværende Storstrøms Amt og bekræftet af Naturklagenævnet.
Danmarks Naturfredningsforening og Stevns Kommune rejste i januar 2016 en ny fredningssag, der omfatter 128 hektar, hvoraf Stevns Kommune og Naturstyrelsen i forvejen ejer ca. 63 ha. Fredningen omfatter delområder ved Boesdal Kalkbrud, Stevns Fyrcenter, Mandehoved og Holtug Kridtbrud.
Fredningen omfatter også en bræmme på 25 meter, målt fra overkanten af klinten, langs hele strækningen fra Bøgeskov Havn i nord, til Rødvig i syd, et forløb på 20 km, hvor man kan følge Stevns Klint Trampesti (den sydligste del ved Rødvig var fredet i forvejen).

## Oplevelsescenter
Den 12. oktober 2022 blev et nyt oplevelsescenteret Stevns Klint Experience indviet af Dronning Margrethe II. Huset er bygget med donationer fra A.P. Møller Fondenn, Augustinus Fonden samt Aage og Johanne Louis-Hansens Fond. Det ligger i Boesdal Kalkbrud i den sydlige del af Stevns Klint.
Stevns Klint Experience er blevet det primære ankomst-og formidlingssted for Stevns Klint UNESCO Verdensarv og fortæller ikke alene historien asteroiden, der ramte for 66 mio. år siden, det skal også være et samlingssted, skabe kultur og være katalysator for bæredygtig turisme og vækst i Stevns Kommune.